# Mads Christiansen
Mads Christiansen (født 3. maj 1986 i Næstved) er en dansk tidligere håndboldspiller, der i dag er talentchef i Aarhus Håndbold.
Han spillede som højre back.

## Spillerkarriere
I 2006 skiftede Mads Christiansen fra GOG Svendborg til TMS Ringsted. Her blev han i flere sæsoner klubbens topscorer i Håndboldligaen, inden det i marts 2008 blev det offentliggjort at Christiansen skiftede til AaB Håndbold på en 3-årig kontrakt. I 2010 blev han Danmarksmester og pokalmester med klubben. Mads Christiansen kom desværre lidt i overskud i Aab Håndbold ved Købet af Johan Jakobsen, derefter skiftede han i 2011 til Team Tvis Holstebro, og var sikkert førstevalg. I TTH var han holdkaptajn. Efter to år i Team Tvis Holstebro Valgte Mads Christiansen at benytte sig af en klasul i sin 3 årige kontrakt, og skiftede til Bjerringbro-Silkeborg. Med BSH vandt han det danske mesterskab i 2016. I 2014 var han kortvarigt udlånt til Qatar-klubben Lekhwiya i én måned for at hjælpe med at dække ind for skader.
Allerede i efteråret 2015 valgte Christiansen ikke at forlænge kontrakten og skrev i stedet en toårig kontrakt med den tyske klub SC Magdeburg fra sommeren 2016. I 2017 forlængede han med yderligere et år.
I August 2018 annoncerede Aalborg Håndbold at Mads Christiansen ville vende tilbage til klubben fra 2019-20 sæsonen på en 3-årig aftale.Her vandt han det danske mesterskab yderligere to gange i 2020 og 2021. 
I 2021 tog han til Fredericia HK, hvor han spillede i 2 år, før han tog til 1. divisionsklubben Aarhus HC, da kontrakten i Fredericia udløb. Efter én sæson i Aarhus indstillede han spillerkarrieren.

## Landshold
Mads Christiansen fik debut på det danske A-landshold den 25. oktober 2007.
I december 2010 blev han af landstræner Ulrik Wilbek forhåndsudtaget til den spillertrup der repræsenterede Danmark ved Verdensmesterskaberne 2011 i Sverige. 14 dage før turneringsstart havde han i alt spillet 17 kampe og scoret 40 mål for nationalmandskabet.
Før den sidste kamp i mellemrunden ved Europamesterskaberne 2014 på hjemmebane, stod han noteret for 64 kampe og 128 mål for landsholdet.
Mads Christiansen var med til at vinde guld ved OL i Rio 2016, hvorefter han stoppede på landsholdet efter 117 kampe.

## Efter spillerkarrieren
I 2024 blev Mads Christiansen talentchef i Aarhus Håndbold.